# Коболчин
Кобо́лчин — село в Україні, у Сокирянській міській громаді Дністровського району Чернівецької області України.

## Географія
Селом тече річка Кобильчинська, права притока Дністра. На північний схід від села розташована гідрологічна пам'ятка природи «Джерело Поруб».
Село перебуває в сейсмоактивній зоні Вранча. Так, 21 січня 2023 року, в районі села Коболчин зафіксували землетрус магнітудою 3,1

## Історія
Перша згадка про село відноситься до 1470 року, коли бояриня Анна, сестра логофета Добрулова передала населений пункт у власність племінникам — Барсу і Шушману.
За даними на 1859 рік у власницькому селі Хотинського повіту Бессарабської губернії, мешкала 1471 особа (773 чоловічої статі та 698 — жіночої), налічувалось 234 дворових господарств, існували православна церква, поромна переправа.
Станом на 1886 рік у власницькому селі Секурянської волості, мешкало 1847 осіб, налічувалось 325 дворових господарств, існувала православна церква.
З 1940 року село перебувало в складі Сокирянського району.
14 серпня 2015 року, в ході децентралізації, Коболчинська сільська рада об'єднували з Сокирянською міською громадою.
17 липня 2020 року, в результаті адміністративно-територіальної реформи та ліквідації Сокирянського району, село увійшло до складу новоствореного Дністровського району.

## Економіка
- У 2025 році стартувало будівництво заводу з виробництва концентрованих соків "Інтерджус Буковина".[6]

## Населення

### Мова
Розподіл населення за рідною мовою за даними перепису 2001 року:
| Мова       | Кількість | Відсоток |
| ---------- | --------- | -------- |
| українська | 2326      | 98.77%   |
| російська  | 17        | 0.72%    |
| румунська  | 6         | 0.25%    |
| вірменська | 4         | 0.17%    |
| білоруська | 2         | 0.09%    |
| Усього     | 2355      | 100%     |

## Уродженці села
- Багрійчук Інна Михайлівна (нар. 27.01.1969) — поетеса, публіцист, педагог. Член НСЖУ, лауреат літературно-мистецької премії імені Ольги Кобилянської.
- Гончар Іван Іванович (нар. 19.06.1940) — Заслужений працівник культури України (1999). Член Національної всеукраїнської музичної спілки (2002). Член Національної спілки майстрів народного мистецтва України (2003).
- Гончар Марія Мусіївна (нар. 11.02.1937 — пом. 28.02.1996). — Кавалер ордена Леніна (1960).
- Загребельний Степан Ігорович — солдат ЗСУ, учасник російсько-української війни 2014—2017.
- Заришняк Анатолій Семенович (нар. 29.12.1955) — доктор сільськогосподарських наук, професор академік НААН.
- Заришняк Іван Никифорович (нар. 03.01.1929 — пом. 26.01.2010). — Кавалер ордена Леніна (1966).
- Заришняк Яків Петрович (нар. 20.12.1923 — пом. 17.11.1998). — Кавалер ордена Леніна (1972).
- Кривий Микола Васильович (нар.  19.12.1948) — заслужений журналіст України.
- Назаревич Петро Іванович (1818—1902) — народився в сім'ї дяка (пізніше священика) Івана Григоровича Назаревича, 1784 р.н., в селі Коболчин Хотинського повіту. У 1833 році визначений дяком до Свято-Миколаївської церкви села Коболчин. В 1845 році висвячений в диякона при тій же церкві. 1848 року висвячений в сан священика і направлений служити при церкви Білівці Хотинського повіту. У 1861 році переміщений до Свято-Михайлівської церкви села Гвіздівці, того ж повіту. У 1875 році переміщений на місце священика при Архангело-Михайлівській церкві села Сербичани Хотинського повіту. 18 квітня 1877 року був нагороджений скуфією, а в 1887 році — камилавкою. 7 лютого 1878 року затверджений духівником по 5-му округу Хотинського повіту. 15 травня 1899 року за 50-річну службу нагороджений орденом св. Володимира 4 ступеню. 24 липня 1900 року, згідно проханню, звільнений за штат через похилий вік. Помер 11 січня 1902 року.
- Ратар Василь Іванович (нар. 1939) — український медик.
- Ротар Василь Якович (нар. 09.03.1921 — пом. 26.06.1988) — Герой Соціалістичної Праці, кавалер двох орденів Леніна.
- Серебрянський Дмитро Миколайович (нар. 1980) — фінансист, науковець, кандидат економічних наук.
- Яковина Ольга Прокопівна (нар. 19.05.1927 — пом. 28.08.2002) — Кавалер ордена Леніна (1957).
- Кліщук Владислав Ігорович (нар. 10.03.1995 — пом. 22.05.2022) — лейтенант поліції роти особливого призначення ГУНП у Чернівецькій області. Учасник АТО, ООС та російського вторгнення в Україну (з 2022 року). Загинув при виконані службових обов'язків у складі полку спеціального призначення НПУ «Сафарі», біля населеного пункту Вільноандріївка Запорізького району Запорізької області.